# Кицола (Тренто)
Кицола је насеље у Италији у округу Тренто, региону Трентино-Јужни Тирол.
Према процени из 2011. у насељу је живело 558 становника. Насеље се налази на надморској висини од 161 м.